# Protoribates yezoensis
Protoribates yezoensis är en kvalsterart som först beskrevs av K. Fujikawa 1983.  Protoribates yezoensis ingår i släktet Protoribates och familjen Protoribatidae. Inga underarter finns listade i Catalogue of Life.